# Onthophagus tersidorsis
Onthophagus tersidorsis là một loài bọ cánh cứng trong họ Bọ hung (Scarabaeidae).